# Stazione di Rufina
La stazione di Rufina è una stazione ferroviaria al servizio dell'omonima cittadina nella città metropolitana di Firenze.
La proprietà e la gestione degli impianti è affidata a Rete Ferroviaria Italiana (RFI) controllata del gruppo Ferrovie dello Stato.

## Strutture e impianti
La stazione dispone di due banchine per due binari, servite da sottopassaggio. La stazione è pienamente accessibile ai disabili, e a chi deve trasportare bagagli pesanti grazie alla presenza di rampe di collegamento.
Oltre ai due binari utilizzati per il servizio passeggeri è presente uno dei due binari a suo tempo utilizzati per il servizio merci.
Il binario 1 è usato per le precedenze, mentre il binario 2 è di corsa. Il binario 2 dispone di una pensilina, di alcune panchine e di obliteratrice.

## Movimento
La stazione è servita da treni regionali svolti da Trenitalia nell'ambito del contratto di servizio stipulato con la Toscana.
Secondo i dati della Direzione Trasporto Regionale di Trenitalia del 2007 il numero di persone che frequenta la stazione è di 694 unità.

## Interscambio
Al bivio con la strada statale, si trova la fermata delle Autolinee Mugello Valdisieve.

## Servizi

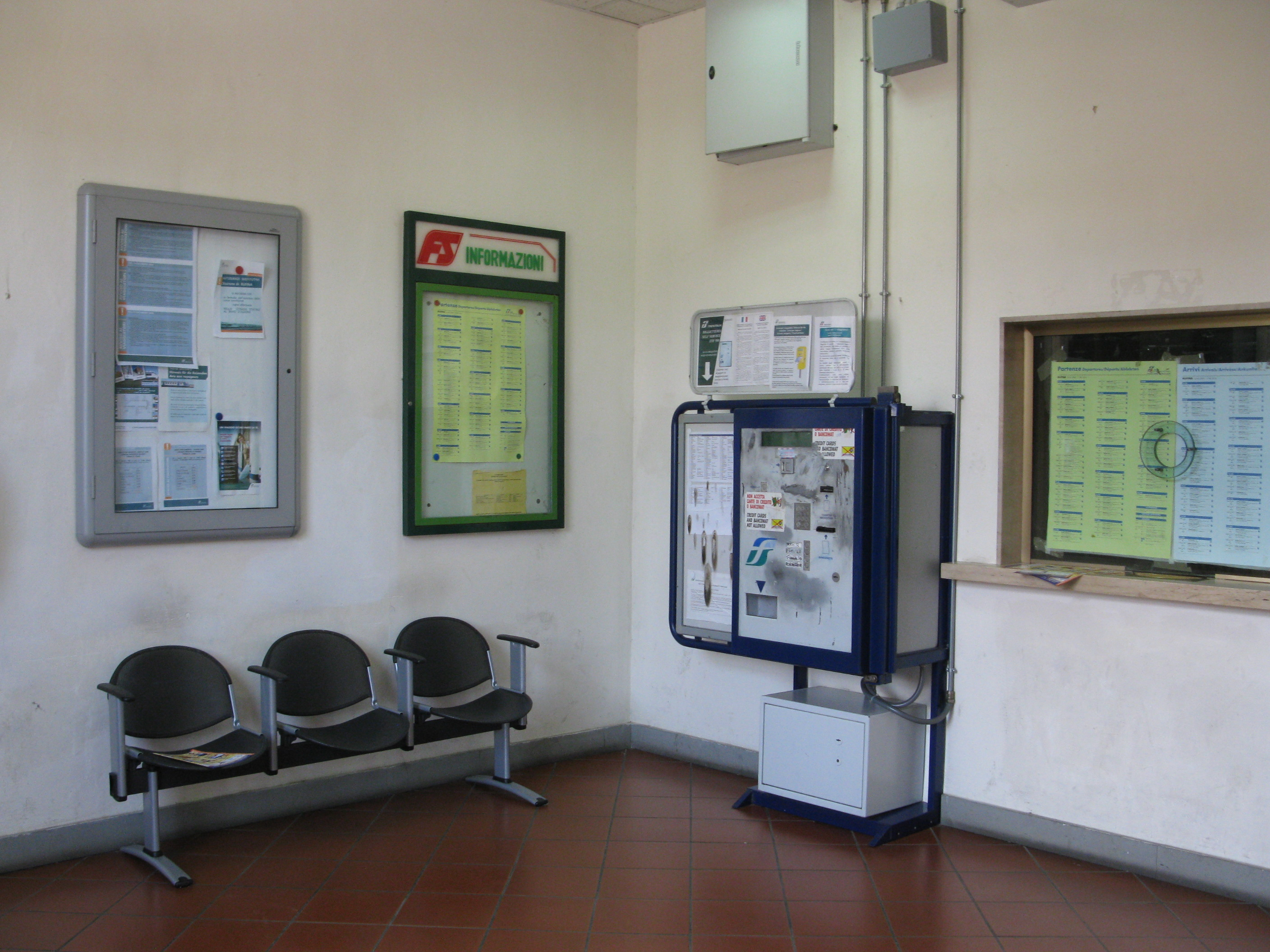
Sala di attesa

- Biglietteria self-service
- Sala di attesa